# Quidora (torpilleur chilien)
Pour les articles homonymes, voir Quidora.
Le Quidora (PTF-82) était l’un des quatre torpilleurs construits en Espagne pour la marine chilienne à partir de 1962. Ils étaient basés à l’origine sur la conception de l’engin d’attaque rapide de classe Jaguar FPB-36 de la société allemande Lürssen Werft. Son sister-ship le Fresia (PTF-81) est maintenant un navire musée à Punta Arenas.

## Conception
La conception originale de la classe Jaguar comprenait 4 moteurs diesel Mercedes-Benz MB 518 B, avec une vitesse de 42 nœuds et un rayon d'action de 700 milles marins. Mais pour opérer dans les fjords et les canaux du Chili, les bateaux avaient besoin d’un plus grand rayon d'action et d’une autonomie à la mer plus grande, donc seulement deux moteurs ont été installés, ce qui a réduit la vitesse à 28 nœuds. Cette classe a ensuite été nommée « classe Barceló » en Espagne, et classée comme patrouilleur plutôt que torpilleur.

## Engagements

### Incident du Quidora
En novembre 1967, sous le commandement du lieutenant de vaisseau Leonardo Prieto Vial, le Quidora est entré dans la baie argentine d’Ushuaïa, repoussant les navires de guerre argentins qui occupaient les canaux contestés pendant le conflit du Beagle. Après l’incident, le lieutenant Prieto a été chassé de la marine par le président chilien Eduardo Frei Montalva.

### Incident de l’ARA Gurruchaga
Le 19 février 1982, six semaines avant le début de la guerre des Malouines, un autre incident s’est produit, qui aurait pu déclencher une guerre à part entière entre le Chili et l’Argentine malgré la médiation papale dans le conflit du Beagle. Un patrouilleur argentin, l’ARA Gurruchaga, ex-USS Luiseno (ATF-156), a jeté l’ancre à l’île Deceit, à l’intérieur de la zone Beagle sous médiation du Vatican, officiellement pour fournir un soutien aux bateaux de sport participant à la course de bateaux Rio de Janeiro-Sydney. Le Quidora s’approcha et ordonna au navire argentin de quitter la zone. Il a tiré plusieurs coups de semonce lorsque le bateau argentin a refusé de se déplacer, alors que d’autres navires chiliens convergeaient vers la zone. Bien qu’ayant reçu l’ordre à l’origine de ne pas quitter la zone et d’attendre l’arrivée des navires de guerre argentins, le patrouilleur argentin reçut de nouveaux ordres pour rentrer au port, car il devint évident que la marine chilienne n’avait pas l’intention de reculer.

### Bateau de service
En 1997, le Quidora a été réaffecté en bateau de service général (Lancha de Servicio General) et a servi à Valparaíso, Coquimbo, Iquique et Arica. Son pennant number a été changé en LSG-1605.